# フターニ
フターニ（伊: Futani）は、イタリア共和国カンパニア州サレルノ県にある、人口約1,200人の基礎自治体（コムーネ）。

## 地理

### 位置・広がり

#### 隣接コムーネ
隣接するコムーネは以下の通り。
- チェラーゾ
- クッカロ・ヴェーテレ
- モンターノ・アンティーリア
- ノーヴィ・ヴェーリア
- サン・マウロ・ラ・ブルーカ